# Monster Rancher Advance 2
Monster Rancher Advance 2, aussi connu sous le nom de Monster Farm Advance 2 (モンスターファーム アドバンス 2, Monsutā Fāmu Adobansu 2) au Japon, est un jeu vidéo Game Boy Advance issu de la série de jeux vidéo Monster Rancher , publié en 2002.

## Système de jeu
Le système de jeu de Monster Rancher Advance 2 implique la création, l'entraînement et le combat de monstres, comme dans les précédents jeux de la série Monster Rancher. Comme dans le premier Monster Rancher Advance, le joueur crée des monstres en entrant des phrases clés. Contrairement aux autres jeux de la série sur les systèmes de jeux vidéo à disque, dans lesquels les monstres sont créés en insérant des CD ou des DVD lisibles.
Le joueur peut également créer une variété de monstres en combinant deux monstres différents. Le nouveau monstre présentera les qualités de ses deux parents. 

## Accueil
Le jeu reçoit des « critiques généralement favorables » selon l'agrégateur Metacritic.